# Селищі (Краснослободський район)
Сели́щі (рос. Селищи, ерз. Селищи) — село у складі Краснослободського району Мордовії, Росія. Адміністративний центр Селищинського сільського поселення.
Населення — 669 осіб (2010; 718 у 2002).
Національний склад (станом на 2002 рік):
- росіяни — 88 %